# Greifswalds Universitet
Universität Greifswald (latin: Universitas Gryphisvaldensis) er et af verdens ældste universiteter. Det er beliggende i Greifswald i delstaten Mecklenburg-Vorpommern i Tyskland. Det har 12.300 studerende (2009/10) og består i dag af fem fakulteter.

## Historie
Universitetet blev grundlagt i 1456 på initiativ af byens borgmester Heinrich Rubenow, der blev universitetets første rektor. Der havde dog været undervisning på stedet allerede fra 1436.
Greifswald var fra 1648 til 1815 en del af Sverige. I disse år spillede universitetet en betydelig rolle som intellektuel bro mellem Tyskland og Sverige. Omkring 1.500 svenskere studerede i de år i byen.

## Det nuværende universitet
I dag består universitetet af fakulteterne humaniora (med Statskundskab og Medievidenskab), økonomi/jura, naturvidenskab, lægevidenskab og teologi.

## Universitets navn
I 1921 skiftede Königliche Universität zu Greifswald navn til Preußische Universität zu Greifswald.
I 1933 besluttede Hermann Göring (den daværende preussiske ministerpræsident), at navnet skulle være Ernst-Moritz-Arndt-Universität Greifswald .
Navnet er omstridt. Der har flere gange kommet forslag om et nyt navn.
Det seneste forslag til et nyt navn kom i 2010. I dette år blev et forslag til navneændring sat til afstemning på universitetet. Blandt studenterne stemte 49,9 procent for det nuværende navn, mens 43,4 procent ønskede et nyt navn (valgdeltagelse: 23 procent).
Ved afstemningen i universitets akademiske senat stemte 22 af senatets 36 medlemmer for det gamle navn, mens 14 ønskede et nyt navn .